# Clemens Fandrich
Clemens Fandrich (Berlin, 1991. január 10. –) német labdarúgó, a Rot-Weiß Essen középpályása.

## Pályafutása
1995-ben Berlinben az SV Werben csapatában kezdett el focizni, majd egy év után felfigyelt rá az Energie Cottbus és a korosztályos csapatokban szerepelt.

### Energie Cottbus
2009-ben aláírta első profi szerződését a klubbal egészen 2013-ig. Szeptember 19-én debütált második csapatban az Ludwigsfelder FC ellen, majd Szeptember 25-én debütált az Energie Cottbus felnőtt keretében a Bundesliga 2-ben az FSV Frankfurt ellen, egy percet töltött a pályán. Az Alemannia Aachen ellen a 77. percben pályára küldte edzője Claus-Dieter Wollitz, Ovidiu Burcăt váltotta, majd 3 perccel később kiegyenlített és ezzel megszerezte első profi gólját is.
Az elkövetkező két szezonban többnyire csak a kispadon kapott helyet a felnőtteknél. A második és az első csapatban sem tudta magát beverekednie magát a kezdőbe, így 2013 elején elhagyta a klubot.

### RB Leipzig
2013. január 6-án bejelentették, hogy a szintén német RB Leipzig csapatához igazolt. 2016 nyaráig szóló szerződést kötött a klubbal. 2013. február 15-én debütált a TSG Neustrelitz ellen 1-0-ra megnyert hazai mérkőzésen a 70. percben váltotta Bastian Schulzt.

### Erzgebirge Aue
2015 januárjában félévre kölcsönbe került az Erzgebirge Aue csapatába.

### FC Luzern
A 2015–2016-os szezont a svájci FC Luzern csapatánál töltötte, ahol 26 tétmérkőzésen lépett pályára és 2 gólt szerzett.

### Ismét az Erzgebirge Aue csapatánál
2016. június 10-én visszatért az Erzgebirge Aue csapatához és október 14-én lépett először pályára a bajnokságban az FC St. Pauli ellen.

### Rot-Weiß Essen
2022 augusztusában igazolt a Rot-Weiß Essen csapatához.

## Statisztikái

### Klubcsapatokban
2021. január 10-én frissítve.
| Klub               | Szezon   | Bajnokság            | Bajnokság | Bajnokság | Kupa  | Kupa | Európa | Európa | Egyéb | Egyéb | Összesen | Összesen |
| Klub               | Szezon   | Osztály              | Meccs     | Gól       | Meccs | Gól  | Meccs  | Gól    | Meccs | Gól   | Meccs    | Gól      |
| ------------------ | -------- | -------------------- | --------- | --------- | ----- | ---- | ------ | ------ | ----- | ----- | -------- | -------- |
| Energie Cottbus II | 2009–10  | NOFV-Oberliga Nord   | 2         | 1         | —     | —    | —      | —      | —     | —     | 2        | 1        |
| Energie Cottbus II | 2010–11  | Regionalliga Nord    | 6         | 0         | —     | —    | —      | —      | —     | —     | 6        | 0        |
| Energie Cottbus II | 2011–12  | Regionalliga Nord    | 13        | 2         | —     | —    | —      | —      | —     | —     | 13       | 2        |
| Energie Cottbus II | 2012–13  | Regionalliga Nordost | 3         | 0         | —     | —    | —      | —      | —     | —     | 3        | 0        |
| Energie Cottbus II | Összesen | Összesen             | 24        | 3         | 0     | 0    | 0      | 0      | 0     | 0     | 24       | 3        |
| Energie Cottbus    | 2009–10  | Bundesliga 2         | 10        | 1         | 0     | 0    | —      | —      | —     | —     | 10       | 1        |
| Energie Cottbus    | 2010–11  | Bundesliga 2         | 7         | 0         | 0     | 0    | —      | —      | —     | —     | 7        | 0        |
| Energie Cottbus    | 2011–12  | Bundesliga 2         | 0         | 0         | 0     | 0    | —      | —      | —     | —     | 0        | 0        |
| Energie Cottbus    | 2012–13  | Bundesliga 2         | 10        | 0         | 0     | 0    | —      | —      | —     | —     | 10       | 0        |
| Energie Cottbus    | Összesen | Összesen             | 27        | 1         | 0     | 0    | 0      | 0      | 0     | 0     | 27       | 1        |
| RB Leipzig         | 2012–13  | Regionalliga Nordost | 14        | 2         | 0     | 0    | —      | —      | 1     | 0     | 15       | 1        |
| RB Leipzig         | 2013–14  | 3. Liga              | 20        | 1         | 1     | 0    | —      | —      | —     | —     | 21       | 1        |
| RB Leipzig         | 2014–15  | Bundesliga 2         | 8         | 0         | 2     | 1    | —      | —      | —     | —     | 10       | 1        |
| RB Leipzig         | Összesen | Összesen             | 42        | 3         | 3     | 1    | 0      | 0      | 1     | 0     | 46       | 4        |
| Erzgebirge Aue     | 2014–15  | Bundesliga 2         | 12        | 2         | 0     | 1    | —      | —      | —     | —     | 12       | 2        |
| Erzgebirge Aue     | Összesen | Összesen             | 12        | 2         | 0     | 0    | 0      | 0      | 0     | 0     | 12       | 2        |
| Luzern             | 2015–16  | Super League         | 22        | 0         | 4     | 2    | —      | —      | —     | —     | 26       | 2        |
| Luzern             | Összesen | Összesen             | 22        | 0         | 4     | 2    | 0      | 0      | 0     | 0     | 26       | 2        |
| Erzgebirge Aue     | 2016–17  | Bundesliga 2         | 19        | 0         | 0     | 0    | —      | —      | —     | —     | 19       | 0        |
| Erzgebirge Aue     | 2017–18  | Bundesliga 2         | 30        | 2         | 1     | 0    | —      | —      | 2     | 0     | 33       | 2        |
| Erzgebirge Aue     | 2018–19  | Bundesliga 2         | 32        | 2         | 1     | 0    | —      | —      | —     | —     | 33       | 2        |
| Erzgebirge Aue     | 2019–20  | Bundesliga 2         | 31        | 1         | 2     | 0    | —      | —      | —     | —     | 33       | 1        |
| Erzgebirge Aue     | 2020–21  | Bundesliga 2         | 13        | 0         | 0     | 0    | —      | —      | —     | —     | 13       | 0        |
| Erzgebirge Aue     | Összesen | Összesen             | 125       | 5         | 4     | 0    | 0      | 0      | 2     | 0     | 131      | 5        |
| Összesen           | Összesen | Összesen             | 252       | 14        | 11    | 3    | 0      | 0      | 3     | 0     | 266      | 17       |

1. ↑  Mérkőzése(i) a 3. Liga rájátszásában
2. ↑  Mérkőzése(i) a Bundesliga 2 osztályzón

## Sikerei, díjai
- Energie Cottbus II
  - NOFV-Oberliga Nord: 2009–10
- RB Leipzig
  - Regionalliga Nordost: 2012–13